# 西山棚田
西山棚田（にしやまたなだ）は、宮城県栗原市栗駒松倉西山にある棚田。1999年（平成11年）に農林水産省により「日本の棚田百選」に選出された。棚田数は30枚。

## 地理
栗駒山の麓に流れる二迫川・三迫川（いずれも北上川の支流）の水を利用した棚田で、美しい景観と多様な動植物の生息環境を提供している。西山集落の3軒の農家が維持・保全の取り組みを行っている。

## 歴史
明治から昭和20年代にかけて開発されたもの。1枚あたりの面積も広く傾斜も緩やかだが、住民の高齢化が進み耕作率は低くなっている。棚田オーナー制度はない。

## 交通アクセス
- 公共交通機関
  - 東北新幹線くりこま高原駅前からタクシー利用で35分
- 車で
  - 東北自動車道・若柳金成インターチェンジを出て国道457号経由。ICから17㎞[1]

## 近在の観光スポット
- 栗駒山麓ジオパーク